# Campionati mondiali di pugilato dilettanti 2003
I Campionati mondiali di pugilato dilettanti del 2003 (AIBA World Boxing Championships) si sono tenuti a Bangkok, in Thailandia, dal 6 al 13 luglio.

## Risultati

### Pesi Minimosca
| Medaglia | Atleta         | Paese     |  |
| -------- | -------------- | --------- |  |
|          | Sergey Kazakov | Russia    |  |
|          | Zou Shiming    | Cina      |  |
|          | Noman Karim    | Pakistan  |  |
|          | Harry Tanamor  | Filippine |  |

### Pesi Mosca
| Medaglia | Atleta               | Paese      |  |
| -------- | -------------------- | ---------- |  |
|          | Somjit Jongjohor     | Thailandia |  |
|          | Jerome Thomas        | Francia    |  |
|          | Alexandar Alexandrov | Bulgaria   |  |
|          | Rustamhodza Rahimov  | Germania   |  |

### Pesi Gallo
| Medaglia | Atleta              | Paese       |  |
| -------- | ------------------- | ----------- |  |
|          | Ağası Məmmədov      | Azerbaigian |  |
|          | Gennadiy Kovalev    | Russia      |  |
|          | Detelin Dalakliev   | Bulgaria    |  |
|          | Bahodirjon Sultonov | Uzbekistan  |  |

### Pesi Piuma
| Medaglia | Atleta             | Paese         |  |
| -------- | ------------------ | ------------- |  |
|          | Galib Yaffarov     | Kazakistan    |  |
|          | Vitali Tajbert     | Germania      |  |
|          | Abdusalom Khasanov | Tagikistan    |  |
|          | Cho Seok-Hwan      | Corea del Sud |  |

### Pesi Leggeri
| Medaglia | Atleta         | Paese      |  |
| -------- | -------------- | ---------- |  |
|          | Mario Kindelán | Cuba       |  |
|          | Pichai Sayotha | Thailandia |  |
|          | Martin Dressen | Germania   |  |
|          | Gyula Káté     | Ungheria   |  |

### Pesi Superleggeri
| Medaglia | Atleta            | Paese       |  |
| -------- | ----------------- | ----------- |  |
|          | Willy Blain       | Francia     |  |
|          | Aleksandr Maletin | Russia      |  |
|          | Manus Boonjumnong | Thailandia  |  |
|          | Tofik Ahmenov     | Azerbaigian |  |

### Pesi Welter
| Medaglia | Atleta          | Paese       |  |
| -------- | --------------- | ----------- |  |
|          | Lorenzo Aragon  | Cuba        |  |
|          | Sherzod Husanov | Uzbekistan  |  |
|          | Andre Berto     | Stati Uniti |  |
|          | Ruslan Khairov  | Azerbaigian |  |

### Pesi Medi
| Medaglia | Atleta             | Paese      |  |
| -------- | ------------------ | ---------- |  |
|          | Gennadiy Golovkin  | Kazakistan |  |
|          | Oleg Mashkin       | Ucraina    |  |
|          | Yordanis Despaigne | Cuba       |  |
|          | Nikola Sjekloca    | Serbia     |  |

### Pesi Mediomassimi
| Medaglia | Atleta              | Paese       |  |
| -------- | ------------------- | ----------- |  |
|          | Yevgeniy Makarenko  | Russia      |  |
|          | Magomed Aripgadjiev | Bielorussia |  |
|          | Rudolf Kraj         | Rep. Ceca   |  |
|          | Aleksy Kuziemski    | Polonia     |  |

### Pesi Massimi
| Medaglia | Atleta              | Paese       |  |
| -------- | ------------------- | ----------- |  |
|          | Odlanier Solís      | Cuba        |  |
|          | Aleksandr Alekseyev | Russia      |  |
|          | Steffen Kretschmann | Germania    |  |
|          | Viktor Zuyev        | Bielorussia |  |

### Pesi Supermassimi
| Medaglia | Atleta             | Paese      |  |
| -------- | ------------------ | ---------- |  |
|          | Alexander Povetkin | Russia     |  |
|          | Pedro Carrion      | Cuba       |  |
|          | Sebastian Köber    | Germania   |  |
|          | Rustam Saidov      | Uzbekistan |  |

## Medagliere
| Posizione | Nazione       |    |    |    | Totale |
| 1         | Russia        | 3  | 3  | 0  | 6      |
| 2         | Cuba          | 3  | 1  | 1  | 5      |
| 3         | Kazakistan    | 2  | 0  | 0  | 2      |
| 4         | Thailandia    | 1  | 1  | 1  | 3      |
| 5         | Francia       | 1  | 1  | 0  | 2      |
| 6         | Azerbaigian   | 1  | 0  | 2  | 3      |
| 7         | Germania      | 0  | 1  | 4  | 5      |
| 8         | Uzbekistan    | 0  | 1  | 2  | 3      |
| 9         | Bielorussia   | 0  | 1  | 1  | 2      |
| 10        | Cina          | 0  | 1  | 0  | 1      |
| 10        | Ucraina       | 0  | 1  | 0  | 1      |
| 12        | Bulgaria      | 0  | 0  | 2  | 2      |
| 13        | Corea del Sud | 0  | 0  | 1  | 1      |
| 13        | Rep. Ceca     | 0  | 0  | 1  | 1      |
| 13        | Pakistan      | 0  | 0  | 1  | 1      |
| 13        | Filippine     | 0  | 0  | 1  | 1      |
| 13        | Polonia       | 0  | 0  | 1  | 1      |
| 13        | Serbia        | 0  | 0  | 1  | 1      |
| 13        | Stati Uniti   | 0  | 0  | 1  | 1      |
| 13        | Tagikistan    | 0  | 0  | 1  | 1      |
| 13        | Ungheria      | 0  | 0  | 1  | 1      |
| Totale    | Totale        | 11 | 11 | 22 | 44     |